# Westvleteren
Westvleteren (Вествлетерен) — торговая марка бельгийского траппистского пива, которое производится на территории одноимённого аббатства, расположенного в бельгийской провинции Западная Фландрия. По объёмам производства — одна из самых малораспространённых среди всех десяти торговых марок траппистского пива.
Официально пиво может продаваться только непосредственно в магазине при аббатстве и в ближайшем ресторане, что, наряду с ограниченными объёмами производства, делает его одним из самых известных «пивных раритетов» в мире.

## История

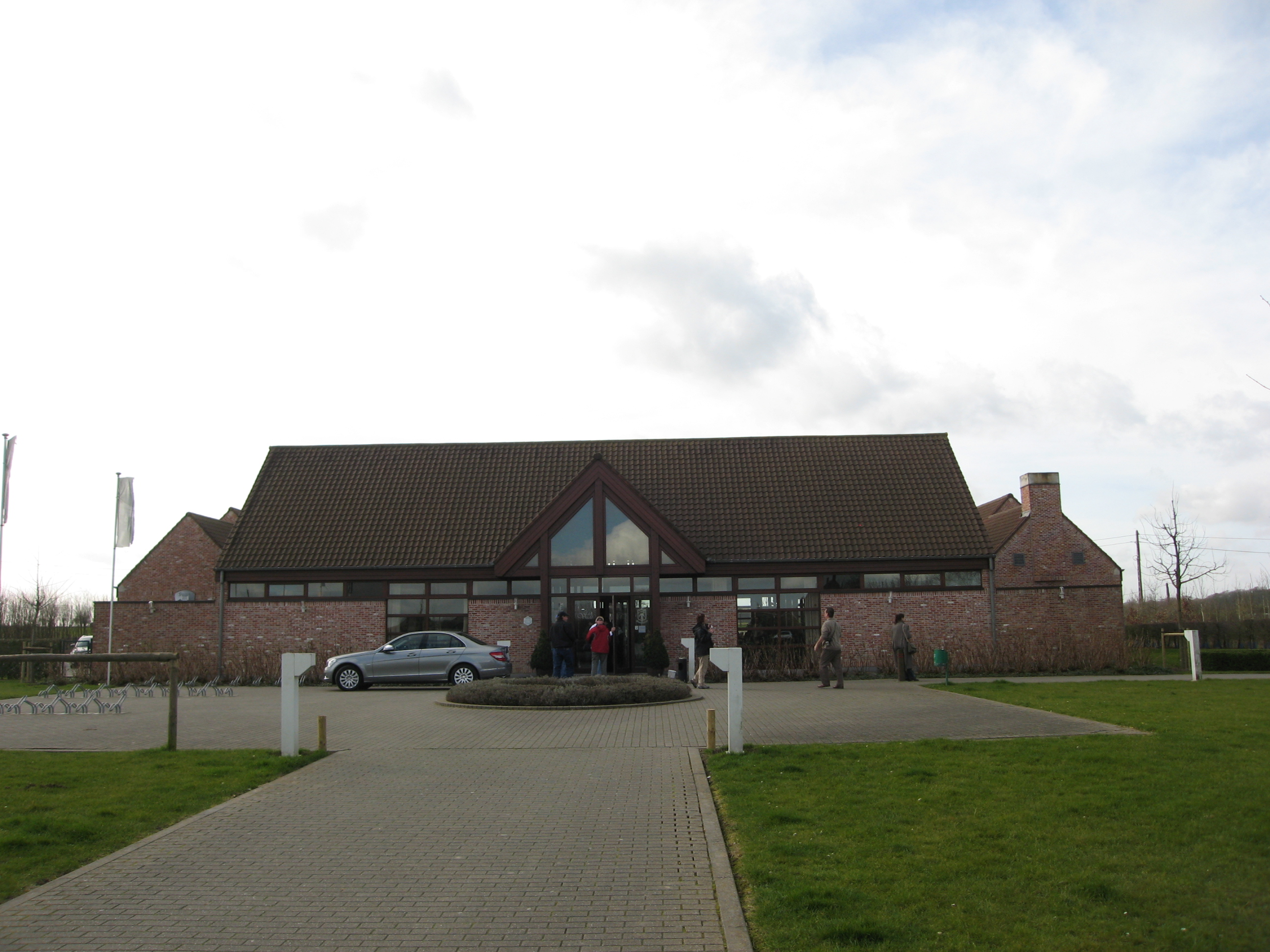
Ресторан при аббатстве Вествлетерен.

Аббатство Вествлетерен, также известное как аббатство Святого Сикста (нидерл. Westvleteren Abdij St. Sixtus), было основано траппистскими монахами из Франции в 1831 году. Уже через семь лет, в 1838, при монастыре заработала собственная пивоварня. С тех пор производство пива в аббатстве Вествлетерен не прекращалось, даже во время мировых войн происходило только сокращение его объёмов.
В 1931 монахи начали продавать производимое ими пиво всем желающим (раньше оно потреблялось только ими самими и гостями аббатства).
В 1992 пивоварня на территории аббатства была модернизирована, однако она остаётся единственной пивоварней среди восьми производителей траппистского пива, на которой работают исключительно монахи, без привлечения наёмных работников. Персонал пивоварни Westvleteren ограничивается пятью монахами, занятыми непосредственно пивоварением, ещё пять монахов помогают при розливе пива в бутылки.
Как и в случае других траппистских пивоварен, доходы от продаж пива Westvleteren традиционно направляются на обеспечение финансовых потребностей аббатства и благотворительность. Такой подход к пивоварению определяет объёмы производства пива Westvleteren, спрос на которое существенно превышает предложение, — монахи производят ровно столько пива, чтобы средств от его реализации было достаточно для функционирования аббатства и осуществления его благотворительных проектов.
Принципы пивоварения в аббатстве Вествлетерен были чётко сформулированы его настоятелем при открытии новой модернизированной пивоварни:
Мы не пивовары. Мы монахи. Мы варим пиво, чтобы иметь возможность позволить себе быть монахами.

## Реализация пива
Хотя с 1931 года пиво Westvleteren продаётся всем желающим, его реализация ограничена магазином в самом аббатстве Вествлетерен и ближайшим к нему рестораном. При этом посещение этих мест не гарантирует возможность приобретения пива Westvleteren, поскольку объёмы его производства существенно меньше существующего спроса.
Условиями продажи этого пива прямо указывается запрет его перепродажи, однако, при отсутствии механизмов контроля соблюдения покупателями этого правила, не является секретом тот факт, что запрет перепродажи систематически нарушается. Пиво может быть приобретено в отдельных ресторанах и магазинах Бельгии, а также в магазинах, специализирующихся на «пивных раритетах», в других странах, в частности в США.
При этом ценообразование на продукцию аббатства Вествлетерен осуществляется не по принципам баланса спроса и предложения, а согласно позиции монахов по обеспечению минимальной рентабельности своего производства и доступности их продукции всем, независимо от уровня доходов. Поэтому в магазине при аббатстве пиво продаётся по весьма умеренным ценам от 1,15 € до 1,65 € за бутылку, в то же время цена бутылки при перепродаже в Соединённых Штатах может достигать 20 $.

## Ассортимент
Коммерческий ассортимент пива Westvleteren включает три сорта:
- Westvleteren Blonde — светлое пиво с умеренным содержанием алкоголя 5,8 %, на рынке с 1999 года.
- Westvleteren 8 — крепкое тёмное пиво с содержанием алкоголя 8,0 %.
- Westvleteren 12 — крепкое тёмное пиво с содержанием алкоголя 10,2 %, производится с 1940 года.

До 1999 года также выпускалось тёмное пиво с содержанием алкоголя 6,2 % и лёгкое пиво с содержанием алкоголя 4 % (т. н. Paterbier, пиво отцов), на смену которым в ассортименте пивоварни пришло Westvleteren Blonde.
Более крепкие Westvleteren 8 и Westvleteren 12 изготавливаются с применением технологии двойной ферментации, при которой в бутылку пива при разливе добавляются живые дрожжи, и в течение определённого времени напиток бродит непосредственно в бутылке, только после этого попадая в продажу.